# Lijst van voetbalinterlands Albanië - Duitse Democratische Republiek
Deze lijst van voetbalinterlands is een overzicht van alle officiële voetbalwedstrijden tussen de nationale teams van Albanië en de Duitse Democratische Republiek. De landen hebben drie keer tegen elkaar gespeeld. De eerste ontmoeting, een vriendschappelijke wedstrijd, was in Tirana op 4 mei 1958. Het laatste duel, een kwalificatiewedstrijd voor het Wereldkampioenschap voetbal 1974, vond plaats op 3 november 1973 in Tirana.

## Wedstrijden
| № | Plaats      | Datum           | Competitie           | Wedstrijd                                | Uitslag |
| - | ----------- | --------------- | -------------------- | ---------------------------------------- | ------- |
| 1 | Tirana      | 4 mei 1958      | Vriendschappelijk    | Albanië − Duitse Democratische Republiek | 1 − 1   |
| 2 | Maagdenburg | 8 april 1973    | WK 1974 kwalificatie | Duitse Democratische Republiek − Albanië | 2 − 0   |
| 3 | Tirana      | 3 november 1973 | WK 1974 kwalificatie | Albanië − Duitse Democratische Republiek | 1 − 4   |

## Samenvatting
| Competitie        | Totaal gespeeld | Winst Albanië | Gelijk | Winst DDR | Doelsaldo Albanië – DDR |
| ----------------- | --------------- | ------------- | ------ | --------- | ----------------------- |
| WK-kwalificatie   | 2               | 0             | 0      | 2         | 1 − 6                   |
| Vriendschappelijk | 1               | 0             | 1      | 0         | 1 − 1                   |
| Totaal            | 3               | 0             | 1      | 2         | 2 − 7                   |

Wedstrijden bepaald door strafschoppen worden, in lijn met de FIFA, als een gelijkspel gerekend.

## Details

### Eerste ontmoeting
| Vriendschappelijk (Tirana, Albanië, 4 mei 1958): |              | |
| Albanië | 1 – 1        | Duitse Democratische Republiek |
| Koleç Kraja 6' | goals        | 88' Willy Tröger |
| Loro Boriçi | bondscoach   | Fritz Gödicke |
| Sulejman Maliqati Fatbardh Deliallisi Besim Fagu Qamil Alluni Mico Ndini Gani Merja Koleç Kraja Abdulla Duma 46' Skënder Jareçi Refik Resmja Simon Dëda | opstellingen | Klaus Thiele Conrad Dorner Bringfried Müller Kurt Zapf Siegfried Wolf Waldemar Mühlbächer Horst Assmy Manfred Kaiser Willy Tröger Günter Schröter Günther Wirth |
| Dhimitraq Gjyli 46' | wissels      | |
| - Debuut van Klaus Thiele (SC Wismut), Conrad Dorner (TSC Oberschöneweide) en Waldemar Mühlbächer (SC Dynamo Berlin) voor Oost-Duitsland.               |              | |

### Tweede ontmoeting
| WK 1974 kwalificatie (Maagdenburg, Duitse Democratische Republiek, 8 april 1973):                                                                                          |              | |
| Duitse Democratische Republiek | 2 – 0        | Albanië |
| Joachim Streich 62' Jürgen Sparwasser 69' | goals        | |
| Georg Buschner | bondscoach   | Myslym Alla |
| Jürgen Croy Manfred Zapf Gerd Kische Bernd Bransch Lothar Kurbjuweit Wolfgang Seguin Hans-Jürgen Kreische Jürgen Sparwasser Joachim Streich Peter Ducke 78' Eberhard Vogel | opstellingen | Jani Rama Mihal Gjika Rifat Ibërshimi Faruk Sejdini Safet Berisha Gani Xhafa Ramazan Rragami Milto Gurma Ilir Përnaska Panajot Pano Mehmet Xhafa |
| Wolfram Löwe 78' | wissels      | |

### Derde ontmoeting
| WK 1974 kwalificatie (Tirana, Albanië, 3 november 1973): |              | |
| Albanië | 1 – 4        | Duitse Democratische Republiek |
| Mihal Gjika 15' | goals        | 5' Joachim Streich 35' Joachim Streich 62' Wolfram Löwe 77' Jürgen Sparwasser                                                                                               |
| Myslym Alla | bondscoach   | Georg Buschner |
| Bashkim Muhedini 67' Safet Berisha Millan Vaso Rifat Ibërshimi Faruk Sejdini Ramazan Rragami Sefedin Braho Ilir Përnaska Panajot Pano Spiko Çuri 46' Mihal Gjika | opstellingen | Jürgen Croy Bernd Bransch Lothar Kurbjuweit 81' Konrad Weise Joachim Fritsche Reinhard Lauck 67' Henning Frenzel Joachim Streich Peter Ducke Jürgen Sparwasser Wolfram Löwe |
| Ismet Hoxha 46' Fatmir Ismaili 67' | wissels      | 67' Helmut Stein 81' Eberhard Vogel |
| Millan Vaso ??' | gele kaarten | ??' Lothar Kurbjuweit |
| - Debuut van Fatmir Ismaili (Dinamo Tirana) en Spiko Çuri (Flamurtari Vlorë) voor Albanië.                                                                       |              | |

FSHF · A-internationals · Bondscoaches · Statistieken · Albanees vrouwenelftal · Olympisch elftal · Albanië U21 · Albanië U20 · Albanië U19 · Albanië U18 · Albanië U17 · Albanië U16
1946 – 1949 · 
1950 – 1959 · 
1960 – 1969 · 
1970 – 1979 · 
1980 – 1989 · 
1990 – 1999 · 
2000 – 2009 · 
2010 – 2019 ·
2020 – 2029
EK 2016 · EK 2024
1946 · 
1947 · 
1948 · 
1949 · 
1950 · 
1951 · 
1952 · 
1953 · 
1954 · 1955 · 1956 · 
1957 · 
1958 · 
1959 · 1960 · 1961 · 1962 · 
1963 · 
1964 · 
1965 · 
1966 · 
1967 · 
1968 · 1969 · 
1970 · 
1971 · 
1972 · 
1973 · 
1974 · 1975 · 
1976 · 
1977 · 1978 · 1979 · 
1980 · 
1981 · 
1982 · 
1983 · 
1984 · 
1985 · 
1986 · 
1987 · 
1988 · 
1989 · 
1990 · 
1991 · 
1992 · 
1993 · 
1994 · 
1995 · 
1996 · 
1997 · 
1998 · 
1999 · 
2000 · 
2001 · 
2002 · 
2003 · 
2004 · 
2005 · 
2006 · 
2007 · 
2008 · 
2009 · 
2010 · 
2011 · 
2012 · 
2013 · 
2014 · 
2015 · 
2016 · 
2017 · 
2018 ·
2019 ·
2020 ·
2021 ·
2022 ·
2023 ·
2024
Algerije ·
Andorra ·
Argentinië ·
Armenië ·
Azerbeidzjan ·
Bahrein ·
België ·
Bosnië en Herzegovina ·
Bulgarije ·
Chili ·
China ·
Cuba ·
Cyprus ·
DDR ·
Denemarken ·
Duitsland ·
Engeland ·
Estland ·
Faeröer ·
Finland ·
Frankrijk ·
Georgië ·
Griekenland ·
Hongarije ·
Ierland ·
IJsland ·
Iran ·
Israël · 
Italië ·
Joegoslavië ·
Jordanië ·
Kameroen ·
Kazachstan ·
Kosovo ·
Kroatië ·
Letland ·
Liechtenstein ·
Litouwen ·
Luxemburg ·
Malta ·
Marokko ·
Mexico ·
Moldavië ·
Montenegro ·
Nederland ·
Noord-Ierland ·
Noord-Macedonië ·
Noorwegen ·
Oekraïne ·
Oezbekistan ·
Oostenrijk ·
Polen ·
Portugal ·
Qatar ·
Roemenië ·
Rusland ·
San Marino ·
Saoedi-Arabië ·
Schotland ·
Servië ·
Slovenië ·
Spanje ·
Tsjechië ·
Tsjecho-Slowakije ·
Turkije ·
Vietnam ·
Wales ·
Wit-Rusland ·
Zweden ·
Zwitserland
Frankrijk (2016) · 
Roemenië (2016) · 
Zwitserland (2016)
DFV · Kwalificatiewedstrijden · A-internationals · Bondscoaches · Statistieken · DDR vrouwenelftal · DDR U21 · DDR U20 ·  DDR U18 · DDR U16
1952 – 1959 · 
1960 – 1969 · 
1970 – 1979 · 
1980 – 1990
WK 1974
OS 1964 · 
OS 1972 · 
OS 1976 · 
OS 1980
1952 · 
1953 · 
1954 · 
1955 · 
1956 · 
1957 · 
1958 · 
1959 ·
1960 · 
1961 · 
1962 · 
1963 · 
1964 · 
1965 · 
1966 · 
1967 · 
1968 · 
1969 ·
1970 · 
1971 · 
1972 · 
1973 · 
1974 · 
1975 · 
1976 · 
1977 · 
1978 · 
1979 ·
1980 · 
1981 · 
1982 · 
1983 · 
1984 · 
1985 · 
1986 · 
1987 · 
1988 · 
1989 · 
1990
Albanië ·
Algerije ·
Argentinië ·
Australië ·
België ·
Bolivia ·
Brazilië ·
Bulgarije ·
Canada ·
Chili ·
Colombia ·
Cuba ·
Denemarken ·
Duitsland ·
Ecuador ·
Egypte ·
Engeland ·
Finland ·
Frankrijk ·
Ghana ·
Griekenland ·
Guinee ·
Hongarije ·
IJsland ·
Indonesië ·
Irak ·
Italië ·
Joegoslavië ·
Koeweit ·
Luxemburg ·
Mali ·
Malta ·
Marokko ·
Mexico ·
Myanmar ·
Nederland ·
Noorwegen ·
Oostenrijk ·
Polen ·
Portugal ·
Roemenië ·
Schotland ·
Sovjet-Unie ·
Spanje ·
Sri Lanka ·
Tsjecho-Slowakije ·
Tunesië ·
Turkije ·
Uruguay ·
Verenigde Staten ·
Wales ·
Zweden ·
Zwitserland